# Jean-Marie Suchet
Pour les articles homonymes, voir Suchet.
Jean-Marie Suchet, (Pesmes, 8 janvier 1819 - Besançon, 8 fevrier 1904), couramment appelé Chanoine Suchet, est un homme d'église ainsi qu'un historien français.

## Biographie

### 1819-1874: origine et formation
Jean-Marie Suchet nait à Pesmes le 8 janvier 1819. Son père, qui exerce le métier de cloutier,,, se nomme Pierre Suchet. Sa mère se nomme Thérèse Berthet
Après avoir étudié au Grand séminaire de Besançon, il enseigne au petit séminaire de Marnay dès 1840, alors qu'il n'est âgé que de 21 ans,. Il est ordonné prêtre le 4 septembre 1842.
Jean-Marie Suchet est nommé vicaire de Pontarlier, en 1844. Il y est très populaire. Durant cette période, il commence à beaucoup écrire dans des publications locales. Il est élu conseiller municipal de cette ville en 1848.
Il devient curé d'Amblans - aujourd'hui Amblans et Velotte -, en 1849,. Dès 1850, il enseigne au collège François-Xavier de Besançon. Il fut aussi supérieur du Petit séminaire d'Ornans vers 1863. Il publiera ses souvenirs en 1871.
En juillet 1863, il est élu à L'Académie des sciences, belles-lettres et arts de Besançon, à laquelle il appartient pendant plus de quarante ans. Il en sera, pendant plusieurs années, le président, ou alors le vice-président.

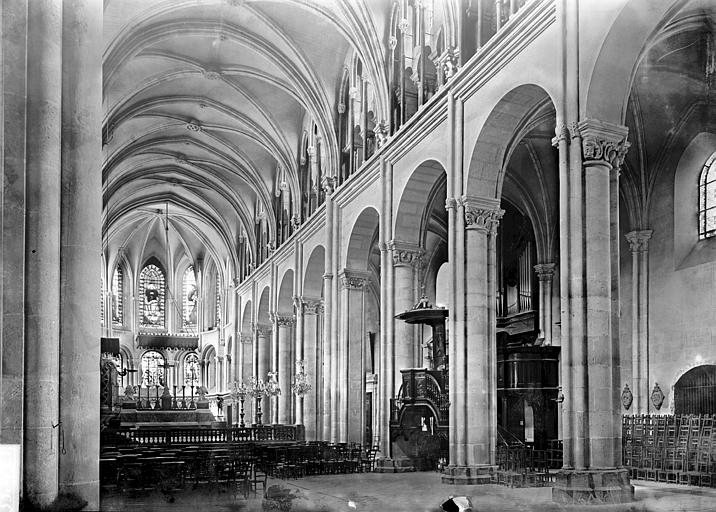
Nef de la cathédrale Saint-Jean de Besançon. Camille Enlart, 1883. Médiathèque de l'architecture et du patrimoine.

### 1874-1904: installation à Besançon
Jean-Marie Suchet ne s'installe réellement à Besançon qu'en 1874, lorsqu'il est nommé curé archiprêtre de la cathédrale Saint-Jean de Besançon, le 5 juillet de cette même année. Poste qu'il occupe jusqu'en 1887. De 1887 à sa mort, il en sera le chanoine titulaire,.
Il fut aussi nommé supérieur des sœurs de la Retraite chrétienne des Fontenelles. Institution fondée par Antoine-Sylvestre Receveur dont il est l'un des biographes,.
En mars 1876, il crée le bulletin la Semaine religieuse. Il dirige cette revue du diocèse de Besançon jusqu'en 1877, puis, de janvier 1889 jusqu'en décembre 1900.
Jean-Marie Suchet, devient membre de la Société d'émulation du Doubs en 1894. Il collabora également avec les Annales franc-comtoises.
Le 11 juin 1902, à Ornans, il célèbre ses noces de diamant sacerdotales. Il décède à l'age de 85 ans, le 8 février 1904 à Besançon,.

## Publications et conférences
Cette bibliographie recense trop d'ouvrages (juin 2023). Les ouvrages doivent être de « référence » dans le domaine du sujet de l'article. Il peut être souhaitable de les insérer dans une référence et de les enlever de la section « bibliographie ». Il peut être également utile de créer un article bibliographique spécifique.

### Ouvrages
- Dominique Parrenin, P. Jacquin, 1864 [lire en ligne]

- Saint Maximin, évêque de Besançon, protecteur de Foucherans (Doubs), Turbergue 1865 [lire en ligne]
- Histoire de Notre-Dame des malades à Ornans, 1865 [lire en ligne]

- Le Mystère de saint Vernier, patron des vignerons franc-comtois, 1869

- Sœur Marthe, J. Jacquin, 1870 [lire en ligne]

- La Pomme de terre en Franche-Comté, 1870
- Souvenirs du petit séminaire d'Ornans, J. Jacquin, 1871 [lire en ligne]
- Adoration perpétuelle du Très-Saint-Sacrement à l'usage du diocèse de Besançon, J. Jacquin, 1878 [lire en ligne]

- Sœur Judith Guye et l'école normale des institutrices de Besançon, J. Jacquin, 1880 [lire en ligne]

- Les frères des écoles chrétiennes à Besançon, J. Jacquin, 1881 [lire en ligne]

- Notre-Dame de Montpetot, paroisse de Saint-Pierre-la-Cluse, canton de Pontarlier, P. Jacquin, 1886
- Le Village de Septfontaine et le culte de sainte Victoire, martyre romaine, dont le corps repose dans l'église de cette paroisse. Chronique et prières, 1888
- Thoraise et l'Ermitage de N.D. du Mont, P.Jacquin, 1890 [lire en ligne]

- Notre-Dame de Besançon et du département du Doubs, chroniques et légendes, P. Jacquin, 1892 [lire en ligne]

- Vie du vénérable Antoine-Sylvestre Receveur, prêtre du diocèse de Besançon, fondateur de la Retraite chrétienne (1750-1804), P. Jacquin, 1894 [lire en ligne]

- Histoire de deux villages, Vuillafans et Montgesoye. Premier fascicule, la paroisse et la commune, P. Jacquin 1894
- Un Missionnaire franc-comtois. Mgr Bigandet, évêque de Ramatha, vicaire apostolique de la Birmanie, Jacquin,1894
- Un curé de campagne, P. Jacquin, 1895
- La Rose de Saint-Jean, P. Jacquin, 1897

- Mgr Besson, orateur, 1845-1888, P. Jacquin, 1897 [lire en ligne]
- Histoire de l'éloquence religieuse en Franche-Comté, depuis les origines du christianisme jusqu'à nos jours, P. Jacquin, 1897 [lire en ligne]

- Les châtellenies de Vuillafans pour faire suite à l'Histoire de deux villages Vuillafans et Montgesoye, 1897
- La Rose de Chambornay-lez-Bellevaux, 1897

- Apostolat des saints Ferréol et Ferjeux en Franche-Comté, prédication, martyre, culte, Bossane, 1900

- La Cathédrale de Saint-Jean pendant la Révolution (1790 à 1800), 1900

- La Chronique de l'église de Saint-Pierre de Besançon, Veuve Jacquin, 1903
- Le Conférencier populaire, imprimerie Marseillaise, 1904[6]

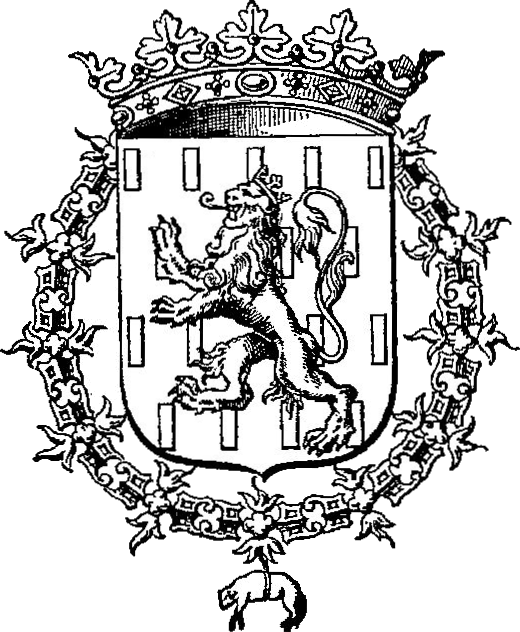
Sceau de l’Académie des sciences, belles-lettres et arts de Besançon et de Franche-Comté.

### Allocutions

#### Mémoires de l'Académie des sciences, belles-lettres et arts de Besançon
- Charles-Quint et François Ier à Aigues-Mortes, 27 janvier 1876
- De l'industrie en Franche-Comté avant et après la conquête de Louis XIV, 31 juillet 1876
- Les rosières et la dot des filles pauvres en Franche-Comté, 31 janvier 1878
- Jean de Granson épisode de l'histoire de Franche-Comté au XVe siècle, 11 avril 1878 [lire en ligne]

- Rapport sur le concours d'éloquence, 24 juillet 1884 [lire en ligne]

- Paysans franc-comtois des environs de Pontarlier au XVIIIe siècle, 27 janvier 1887 [lire en ligne]
- Les Femmes célèbres de Franche-Comté, 26 juillet 1888 [lire en ligne]
- Anecdotes et coutumes anciennes du val d'Ornans, 24 juillet 1890 [lire en ligne]
- Les Almanachs historiques de Besançon et de la Franche-Comté, 1743 à 1793, 1902
- Note sur les archives et mémoires manuscrits de l'Académie de Besançon, 1897 [lire en ligne]
- Étude biographique sur Jean et Ferry Carondelet, 1469 à 1544, 1901[6]

### Textes

#### Annales franc-comtoises
- Notre-Dame de Bellefontaine, 1866, Vol VI, 3e année [lire en ligne]
- Toussaint Louverture prisonnier au fort de Joux, 1891

- Les Anciennes corporations d'arts et de métiers à Besançon, 1893, Vol. V, 5e année [lire en ligne]
- La vie d'un artiste, M. Paul Franceschi, 1894, Vol. VI, 6e année [lire en ligne][6]

#### Autres
- Notre-Dame de Franche-Comté, 1862
- Cercle catholique paroissial de Saint-Jean, 1877
- Rapport sur l’œuvre des écoles libres de Besançon, fait le 8 août 1887, à la distribution solennelle des prix,1878
- Allocution prononcée dans la basilique de Saint-Jean pour le mariage de M. Louis Bory et Mlle Marie Becquet, 1879
- L'Abbaye de Mont-Sainte-Marie et ses monuments, 1884 (avec Jules Gauthier)
- Mgr Besson, poète, 1890
- Chronique de la paroisse de Notre-Dame de Besançon, 680 à 1898, 1899, dans Semaine Religieuse
- Notice sur l'église Saint-François-Xavier, 1901, dans Semaine Religieuse[6]

### Lettres
- Circulaire adressée par le chanoine Suchet aux anciens élèves du Collège catholique de Besançon, 1875 [lire en ligne]
- Lettre circulaire relative à une souscription pour le monument funèbre à la mémoire du cardinal Mathieu, 1877 [lire en ligne][6]